# بردنبرگ
بردنبرگ (به آلمانی: Breddenberg) یک شهر در آلمان است که در امسلاند واقع شده‌است. بردنبرگ ۸۱۰ نفر جمعیت دارد.